# San Juan de la Maguana (kommun)
San Juan de la Maguana är en kommun i Dominikanska republiken.   Den ligger i provinsen San Juan, i den centrala delen av landet, 130 km väster om huvudstaden Santo Domingo. Antalet invånare i kommunen är cirka 169 000.